# Dino Lanaro (pittore)
Dino Lanaro (Schio, 1909 – Milano, 1998) è stato un pittore italiano.

## Biografia

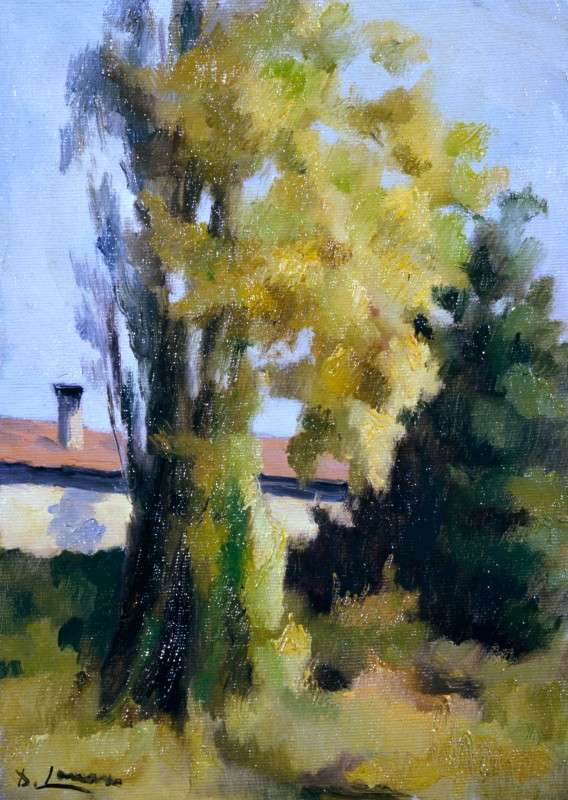
Autunno - 1950, Collezioni d'arte della Fondazione Cariplo

Dino Lanaro nacque a Schio, in provincia di Vicenza, iniziando fin da giovanissimo a lavorare come disegnatore cromista in uno stabilimento grafico dove apprese i procedimenti della tipografia e successivamente della litografia. La predisposizione e l'istinto, inoltre, lo condussero ad esercitarsi anche nel disegno e ad avvicinarsi, da ultimo, alla pittura. Nel 1926 esordì a Schio presentando sette dipinti alla Mostra Nazionale delle Visioni Pittoriche del Pasubio. Nel periodo 1930-1931 entrò a far parte del gruppo di quegli artisti che allora operavano in maniera originale ed autonoma rispetto al contemporaneo conformismo del movimento "Novecento", ed insieme ai quali espose alla Mostra Internazionale di Arte Sacra ospitata a Padova nel 1931. Da allora prese parte a varie collettive tra cui le Mostre Sindacali Vicentine, le collettive dell'Opera Bevilacqua La Masa di Venezia e le Mostre Trivenete di Padova.
Nel 1937 si trasferì a Milano dove entrò in contatto con i giovani artisti e letterati che nel 1939 daranno vita al Movimento di "Corrente". Presentato da Renato Birolli, prese parte alle prime due mostre organizzate dal gruppo milanese presso la galleria di Via della Spiga.
Nel dopoguerra partecipò alle Biennali di Venezia del 1948, del 1950, del 1956, alle Quadriennali di Roma del 1948, 1951, 1955, 1959 e 1965, alla Biennale Mediterranea di Alessandria d'Egitto del 1974 e a vari premi nazionali e internazionali tra cui il Premio Nazionale Bellagio che vince nel 1946, il Premio Nazionale Arti Visive Città di Gallarate che vince nel 1950 e 1955, il Premio Marzotto, il Premio di pittura Golfo della Spezia, il Premio Iseo del 1947 dove venne premiato, il Premio di pittura Esso Viaggio in Italia, il Premio nazionale di paesaggio "Autostrada del Sole" e il Premio Nazionale di Pittura "Città di Lugano" vinto nel 1961. Nel 1958 gli viene dedicata la 268ª Mostra alla Galleria del Naviglio di Milano e l'anno successivo la 446ª Mostra alla Galleria del Cavallino di Venezia, curata da Enrico Emanuelli.
A Milano, dal 1950 al 1979, fu titolare della Cattedra di Pittura e di Ornato Disegnato all'Accademia di Belle Arti di Brera.
Nel 2006 viene allestita a Castel Sant'Angelo la mostra Dino Lanaro e gli artisti di Corrente, curata da Marina Pizziolo.

## Opere nelle collezioni
- Ricordo di Spagna - s.d., olio su tela, Museo di arte contemporanea Dino Formaggio, Teolo
- Paesaggio - 1947, olio su tela, Museo arte Gallarate, Gallarate
- Paesaggio - 1950, olio su tela, Collezioni d'arte della Fondazione Cariplo, Milano
- Autunno - 1950 ca., olio su tela, Collezioni d'arte della Fondazione Cariplo, Milano
- La strada - 1950, olio su tela, Museo arte Gallarate, Gallarate
- La fornace - 1950, olio su tela, Collezione dell'ASAC, Venezia